# ジェイ・エス・エス
株式会社ジェイ・エス・エス （Japan Security Support Co., Ltd.）は、東京都新宿区に所在する警備会社。
日本航空が資本金の半分を出資し元警察官僚で元運輸大臣でもある亀井静香衆議院議員の働きかけで設立された日本航空グループの企業である。「JSS」とは「ジャパン・セキュリティー・サポート」の略称であるが、「ジャパン・セキュリティー・サポート」とは別の関連会社である。ただし、どちらの企業も創立者は亀井静香である。

## 主な業務

### 空港警備
成田国際空港や東京国際空港、関西国際空港などの空港警備などを受託している。

### 放置車両確認
2006年6月より、道路交通法の改正によって、違法駐車対策の強化のために駐車監視員による放置車両確認事務の業務が民間法人に開放されるにあたり、新宿地区（警視庁牛込・新宿・戸塚・四谷警察署管内）の「放置車両確認機関」として放置車両確認事務の業務を委託された。平成19年・20年度は、渋谷地区（渋谷・原宿・代々木警察署管内）を担当。

## 主な営業拠点
- 成田国際空港

2009年4月～機内持ち込み手荷物検査を実施
- 東京国際空港

2008年4/1～第１ターミナル受託手荷物検査開始（インライン・スクリーニング検査）
2009年3/31撤退
2010年10/21～暫定国際線ターミナルから新国際線移転につき受託手荷物検査（インライン・スクリーニング検査）開始
- 関西国際空港
- 那覇空港
- 仙台空港
- 日本航空本社ビル

- 福岡空港2008/06/01～ダイアモンド・プレミア ラウンジ運用（福岡営業所開設）
- 新千歳空港2008/06/01～ダイアモンド・プレミア ラウンジ運用（札幌営業所開設）